# フリジッド・バルジョー
フリジット・バルジョ（本名 : Virginie Merle、1962年 - ）は、フランスの同性婚合法化法案に反対する政治運動家、ユーモリスト。フランス国内外で幅広くフランス同性婚キャンペーン(LGBT)に対する反対活動を行っている。

## 略歴
パリ郊外のブローニュ-ビヤンクールで生まれる。両親はリヨンの貴族家系で父は医者、母は音楽家。リヨン第三大学法学部、パリ政治学院卒業後、共和国連合(現在の共和党)の広報を担当。2013年には、同性婚合法化への反対活動（La Manif pour tous）によって、激しい政治的論争を巻き起こしてきた。2013年、フランス国民議会（下院)で、同性婚や同性婚カップルが養子を取ることを認める法案について、与党社会党の賛成多数で可決。上院でも可決し、同法は成立した。

## 音楽と映画
- Member of the band Dead Pompidou's.
- 2006, Make love to me with two fingers imitating Brigitte Bardot.
- Fabien Onteniente : 3 zéros (2002) and People (2004).